# Campanile (chaîne d'hôtels)
Pour les articles homonymes, voir Campanile (homonymie).
Campanile est une enseigne d'hôtels française créée en 1976, spécialisée sur le segment des hôtels de milieu de gamme (2 et 3 étoiles) appartenant à l'entreprise Louvre Hotels Group, la branche hôtellerie économique du groupe du Louvre. Le propriétaire du groupe Louvre est le groupe chinois Jin Jiang.

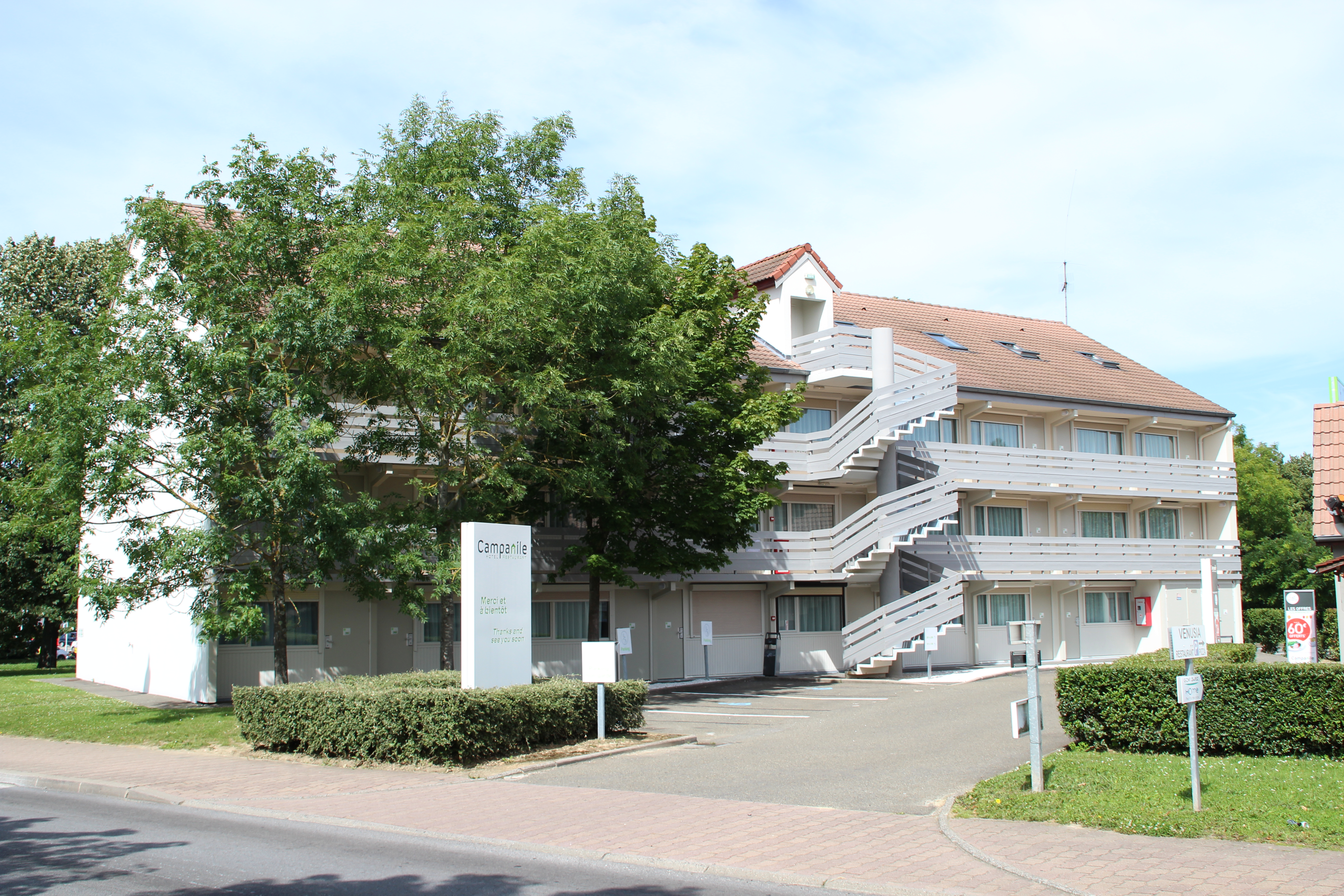
L'hôtel Campanile de Voisins-le-Bretonneux, Yvelines en Île-de-France.

Les Campaniles sont des hôtels de milieu de gamme, avec des chambres standardisées. Tous les hôtels possèdent un restaurant avec un service de type « buffet à volonté » imaginé par Jean-François Plotton. Les restaurants assurent 40 % du chiffre d'affaires de l'enseigne et 60 % des clients ne dorment pas à l'hôtel.
De même, le personnel est limité au strict minimum et les fournisseurs de nourriture et de mobilier sont identiques pour tous les hôtels de la chaîne, ce qui contribue à une standardisation des Campaniles.

## Historique
La Société du Louvre ouvre le premier hôtel-restaurant Campanile en 1976. La marque n'a ensuite cessé de s'étendre, en privilégiant des installations en périphéries des grandes et moyennes villes de France, laissant son concurrent, Ibis, s'implanter dans le centre des villes. 
En 2010, la chaîne est présente dans 9 pays d'Europe avec 388 hôtels, dont 330 en France. 15 % de ces établissements sont franchisés. Elle est le second acteur d'hôtellerie économique en France.[Passage à actualiser]

## Implantation
| Pays        | 1er hôtel | Nombre d'hôtels |
| ----------- | --------- | --------------- |
| France      | 1976      | 327             |
| Royaume-Uni |           | 19              |
| Pays-Bas    |           | 14              |
| Pologne     |           | 8               |
| Espagne     |           | 5               |
| Belgique    |           | 7               |
| Lituanie    |           | 2               |
| Luxembourg  |           | 1               |
| Portugal    |           | 1               |
| Maroc       |           | 1               |